# Acerimina pyrrosiae
Acerimina pyrrosiae är en spindeldjursart som beskrevs av David C.M. Manson 1984. Acerimina pyrrosiae ingår i släktet Acerimina och familjen Eriophyidae. Inga underarter finns listade i Catalogue of Life.